# Otto Merker (Archivar)
Otto Merker (* 14. November 1934 in Ströbitz; † 7. Januar 2018 in Hannover) war ein deutscher Historiker und Archivar.
Otto Merker wurde in Ströbitz als Sohn eines Schulrektors geboren. Nach dem Abitur am Gymnasium Julianum in Helmstedt studierte er Geschichte und Latein in Tübingen und Hamburg. Sein Doktorvater Otto Brunner, ein führender Mediävist seiner Zeit, machte ihn auf den Beruf des Archivars aufmerksam und verschaffte ihm eine Stelle als Archivreferendar über seinen Kontakt zum damaligen Leiter der Niedersächsischen Archivverwaltung Rudolf Grieser. 
Merker begann nach seiner archivarischen Staatsprüfung „mit Auszeichnung“ im Jahr 1964 als Archivassessor am Staatsarchiv Hannover, bevor er bereits 1967 als Referent die rechte Hand des damaligen Leiters der Niedersächsischen Archivverwaltung Carl Haase und schließlich 1979 dessen Nachfolger wurde. In seiner 20-jährigen Amtszeit an der Spitze der niedersächsischen Staatsarchive brachte er unter anderem das 1993 verabschiedete Niedersächsische Archivgesetz auf den Weg und führte das elektronische Archivinformationssystem izn-AIDA ein.